# Pizzi Fernandes
Luis Miguel Afonso Fernandes (Braganza, 6 de octubre de 1989), más conocido como Pizzi, es un futbolista portugués que juega de centrocampista en el G. D. Estoril Praia de la Primeira Liga.
Debutó profesionalmente con el GD Bragança. Jugó una temporada en el Atlético de Madrid con el que se proclamó campeón de la Liga Europa en 2012. En 2013 fichó por el S. L. Benfica y conquistó la Supercopa de Portugal en 2014 y la Primeira Liga y la Copa de la Liga de Portugal en 2015.

## Trayectoria

### Inicios
Pizzi debutó en el Grupo Desportivo de Bragança y tras fichar por el Sporting Braga, pasó sucesivamente por Ribeirão, Sporting Clube da Covilhã y Paços Ferreira en calidad de cedido.

### Atlético de Madrid
El 28 de agosto de 2011 el Atlético de Madrid anunció que Pizzi firmaría como jugador colchonero tras pasar las pruebas médicas. El 18 de septiembre de 2011, en el partido correspondiente a la cuarta jornada de Liga, Pizzi debutó con el Atlético de Madrid, sustituyendo al trigoleador Falcao en el minuto 67. El partido finalizó con una victoria por cuatro a cero ante el Racing de Santander. El 20 de noviembre de 2011 anotó su primer gol como jugador atlético. Su gol puso en el marcador el uno a cero de la victoria final frente al Levante por tres a dos. El 8 de diciembre, jugó su primer partido de Copa del Rey con la camiseta del Atlético de Madrid en la derrota de su club frente al Albacete Balompié en la ida de los dieciseisavos de final. El 9 de mayo de 2012 ganó su primer título al proclamarse campeón de la Europa League en Bucarest ganando el Atlético de Madrid la final por tres a cero al Athletic Club.

### Deportivo de La Coruña
El 12 de julio de 2012 fue presentado por el Deportivo de La Coruña para jugar la temporada 2012-13 con el equipo coruñés. Llegó cedido por el Atlético de Madrid que a su vez había ampliado la cesión con el SC Braga por una temporada más aunque este último negaba que el jugador le perteneciera. El debut con su nuevo club se produjo el 20 de agosto en la victoria por dos a cero ante el Osasuna correspondiente a la primera jornada de Liga. En la jornada siguiente a su debut, Pizzi anotó su primer gol como deportivista al marcar el penalti que hizo el definitivo empate a tres ante el Valencia.
Durante la temporada se conoció que finalmente el Atlético de Madrid había fichado a Pizzi al Sporting de Braga por 13 millones de euros aproximadamente. Tras finalizar su cesión en el Deportivo de La Coruña, Pizzi debería reincorporarse al Atlético de Madrid.
La temporada a nivel personal fue buena para Pizzi pues se convirtió en un jugador indispensable en las alineaciones del Deportivo. Aun así, el Deportivo no consiguió evitar el descenso y el club coruñés descendió de categoría.

### Benfica
Al finalizar la temporada y tras las pertinentes vacaciones, Pizzi realizó la pretemporada con el Atlético de Madrid hasta el 27 de julio en el que el Atlético de Madrid cerró el traspaso del 50% de los derechos de Pizzi al Benfica. El 50 % de sus derechos fueron valorados en 6 millones de euros que era el mismo valor que el 100 % de los derechos de Roberto y de esta manera Roberto dejaba el Benfica para pasar al Atlético. Pizzi firmó un contrato por 4 años con el club portugués durante el primero de los cuales fue cedido al Espanyol de la Primera División de España.

#### RCD Espanyol
Debutó con el club espanyolista en la primera jornada de Liga como titular en el empate a dos ante el Celta de Vigo. Su primer gol con el club de Barcelona tardó en llegar y no fue hasta el 15 de enero de 2014 en el partido de vuelta de los octavos de final de la Copa del Rey frente al Alcorcón. En dicho partido Pizzi anotó en el minuto 86 el gol que puso el cuatro a dos en el marcador y que logró clasificar al Espanyol para la siguiente ronda por un global de cuatro a tres tras haber perdido en el partido de ida uno a cero. Finalmente, el club fue eliminado por el Real Madrid en cuartos de final y en la Liga terminó décimo cuarto tres puntos por encima del descenso. Pizzi anotó 4 goles en 34 partidos entre las dos competiciones.

#### Vuelta a Portugal
La temporada 2014-15 regresó a Portugal para jugar en el club del que era propiedad. El 10 de agosto se proclamó campeón de la Supercopa de Portugal aunque no fue convocado en la final. El Benfica empató a cero con el Río Ave y venció por tres a dos en la tanda de penaltis.
Comenzó la temporada jugando poco pero a medida en que esta fue avanzando empezó a aumentar su participación hasta formar parte habitualmente de las alineaciones titulares. El 9 de diciembre de 2014 disputó su primer partido en la Liga de Campeones. Pizzi fue titular en el empate a cero ante el Bayer Leverkusen correspondiente a la última jornada de la fase de grupos. El 14 de enero de 2015 marcó, de penalti, su primer gol con el Benfica; fue el gol que inauguró el marcador en la victoria por cuatro a cero ante el Arouca en la Copa de la Liga. En dicha competición, el 29 de mayo, el Benfica disputó la final ante el Marítimo. Pizzi fue titular en la victoria por dos a uno que le dio el título. Además de la Copa de la Liga, también consiguió esa misma temporada su primera Liga una jornada antes de que terminara la competición.

## Selección nacional
Ha sido internacional con la selección de fútbol de Portugal. Su debut se produjo el 14 de noviembre de 2012 en un partido amistoso ante Gabón que terminó con empate a dos anotando Pizzi, de penalti, el primer gol de Portugal.

## Estadísticas

### Clubes
Actualizado al último partido disputado el 4 de mayo de 2025.
| Club                               | Div.          | Temporada     | Liga  | Liga  | Copas nacionales | Copas nacionales | Torneos internacionales | Torneos internacionales | Total | Total | Media goleadora |
| Club                               | Div.          | Temporada     | Part. | Goles | Part.            | Goles            | Part.                   | Goles                   | Part. | Goles | Media goleadora |
| ---------------------------------- | ------------- | ------------- | ----- | ----- | ---------------- | ---------------- | ----------------------- | ----------------------- | ----- | ----- | --------------- |
| G. D. Bragança Portugal            | 3.ª           | 2006-07       | 5     | 1     | 2                | 0                | —                       | —                       | 7     | 1     | 0.14            |
| G. D. Bragança Portugal            | Total club    | Total club    | 5     | 1     | 2                | 0                | —                       | —                       | 7     | 1     | 0.14            |
| G. D. Ribeirão Portugal            | 3.ª           | 2008-09       | 25    | 1     | 1                | 0                | —                       | —                       | 26    | 1     | 0.04            |
| G. D. Ribeirão Portugal            | Total club    | Total club    | 25    | 1     | 1                | 0                | —                       | —                       | 26    | 1     | 0.04            |
| S. C. Covilhã Portugal             | 2.ª           | 2009-10       | 14    | 4     | 5                | 0                | —                       | —                       | 19    | 4     | 0.21            |
| S. C. Covilhã Portugal             | Total club    | Total club    | 14    | 4     | 5                | 0                | —                       | —                       | 19    | 4     | 0.21            |
| F. C. Paços Ferreira Portugal      | 1.ª           | 2009-10       | 15    | 1     | 2                | 1                | —                       | —                       | 17    | 2     | 0.12            |
| F. C. Paços Ferreira Portugal      | 1.ª           | 2010-11       | 26    | 7     | 8                | 4                | —                       | —                       | 34    | 11    | 0.32            |
| F. C. Paços Ferreira Portugal      | Total club    | Total club    | 41    | 8     | 10               | 5                | —                       | —                       | 51    | 13    | 0.25            |
| S. C. Braga Portugal               | 1.ª           | 2011-12       | 2     | 0     | 0                | 0                | 0                       | 0                       | 2     | 0     | 0               |
| Atlético de Madrid · España        | 1.ª           | 2011-12       | 11    | 1     | 2                | 0                | 3                       | 0                       | 16    | 1     | 0.06            |
| Atlético de Madrid · España        | Total club    | Total club    | 11    | 1     | 2                | 0                | 3                       | 0                       | 16    | 1     | 0.06            |
| R. C. Deportivo La Coruña · España | 1.ª           | 2012-13       | 35    | 8     | 1                | 0                | —                       | —                       | 36    | 8     | 0.22            |
| R. C. Deportivo La Coruña · España | Total club    | Total club    | 35    | 8     | 1                | 0                | —                       | —                       | 36    | 8     | 0.22            |
| R. C. D. Espanyol · España         | 1.ª           | 2013-14       | 28    | 3     | 6                | 1                | —                       | —                       | 34    | 4     | 0.12            |
| R. C. D. Espanyol · España         | Total club    | Total club    | 28    | 3     | 6                | 1                | —                       | —                       | 34    | 4     | 0.12            |
| S. L. Benfica Portugal             | 1.ª           | 2014-15       | 23    | 2     | 7                | 2                | 1                       | 0                       | 31    | 4     | 0.13            |
| S. L. Benfica Portugal             | 1.ª           | 2015-16       | 31    | 8     | 6                | 0                | 10                      | 0                       | 47    | 8     | 0.17            |
| S. L. Benfica Portugal             | 1.ª           | 2016-17       | 33    | 10    | 11               | 3                | 8                       | 0                       | 52    | 13    | 0.25            |
| S. L. Benfica Portugal             | 1.ª           | 2017-18       | 33    | 6     | 6                | 0                | 6                       | 0                       | 45    | 6     | 0.13            |
| S. L. Benfica Portugal             | 1.ª           | 2018-19       | 34    | 13    | 7                | 0                | 14                      | 2                       | 55    | 15    | 0.27            |
| S. L. Benfica Portugal             | 1.ª           | 2019-20       | 34    | 18    | 9                | 7                | 8                       | 5                       | 51    | 30    | 0.59            |
| S. L. Benfica Portugal             | 1.ª           | 2020-21       | 32    | 6     | 8                | 3                | 9                       | 7                       | 49    | 16    | 0.33            |
| S. L. Benfica Portugal             | 1.ª           | 2021-22       | 14    | 1     | 7                | 1                | 9                       | 0                       | 30    | 2     | 0.07            |
| S. L. Benfica Portugal             | Total club    | Total club    | 234   | 64    | 61               | 16               | 65                      | 14                      | 360   | 94    | 0.26            |
| Estambul Başakşehir F. K. Turquía  | 1.ª           | 2021-22       | 10    | 1     | ―                | ―                | ―                       | ―                       | 10    | 1     | 0.1             |
| Estambul Başakşehir F. K. Turquía  | Total club    | Total club    | 10    | 1     | 0                | 0                | 0                       | 0                       | 10    | 1     | 0.1             |
| Al-Wahda · EAU                     | 1.ª           | 2022-23       | 12    | 1     | 6                | 1                | ―                       | ―                       | 18    | 2     | 0.11            |
| Al-Wahda · EAU                     | Total club    | Total club    | 12    | 1     | 6                | 1                | 0                       | 0                       | 18    | 2     | 0.11            |
| S. C. Braga Portugal               | 1.ª           | 2022-23       | 16    | 2     | 4                | 1                | 1                       | 0                       | 21    | 3     | 0.14            |
| S. C. Braga Portugal               | 1.ª           | 2023-24       | 29    | 1     | 7                | 1                | 8                       | 2                       | 44    | 4     | 0.09            |
| S. C. Braga Portugal               | Total club    | Total club    | 47    | 3     | 11               | 2                | 9                       | 2                       | 67    | 7     | 0.1             |
| APOEL de Nicosia Chipre            | 1.ª           | 2024-25       | 22    | 4     | 2                | 0                | 0                       | 0                       | 24    | 4     | 0.17            |
| APOEL de Nicosia Chipre            | Total club    | Total club    | 22    | 4     | 2                | 0                | 0                       | 0                       | 24    | 4     | 0.17            |
| G. D. Estoril Praia Portugal       | 1.ª           | 2025-26       | 0     | 0     | 0                | 0                | ―                       | ―                       | 0     | 0     | 0               |
| G. D. Estoril Praia Portugal       | Total club    | Total club    | 0     | 0     | 0                | 0                | 0                       | 0                       | 0     | 0     | 0               |
| Total carrera                      | Total carrera | Total carrera | 484   | 99    | 107              | 25               | 77                      | 16                      | 668   | 140   | 0.21            |
| 1. 2.                              |               |               |       |       |                  |                  |                         |                         |       |       |                 |

## Palmarés

### Títulos nacionales
| Título                | Club          | País     | Año  |
| --------------------- | ------------- | -------- | ---- |
| Supercopa de Portugal | S. L. Benfica | Portugal | 2014 |
| Primeira Liga         | S. L. Benfica | Portugal | 2015 |
| Copa de la Liga       | S. L. Benfica | Portugal | 2015 |
| Primeira Liga         | S. L. Benfica | Portugal | 2016 |
| Copa de la Liga       | S. L. Benfica | Portugal | 2016 |
| Supercopa de Portugal | S. L. Benfica | Portugal | 2016 |
| Primeira Liga         | S. L. Benfica | Portugal | 2017 |
| Copa de Portugal      | S. L. Benfica | Portugal | 2017 |
| Supercopa de Portugal | S. L. Benfica | Portugal | 2017 |
| Primeira Liga         | S. L. Benfica | Portugal | 2019 |
| Supercopa de Portugal | S. L. Benfica | Portugal | 2019 |
| Copa de la Liga       | S. C. Braga   | Portugal | 2024 |

### Títulos internacionales
| Título                      | Club (*)              | País     | Año  |
| --------------------------- | --------------------- | -------- | ---- |
| Liga Europa de la UEFA      | Atlético de Madrid    | Rumania  | 2012 |
| Liga de Naciones de la UEFA | Selección de Portugal | Portugal | 2019 |

(*) Incluyendo la selección.